# Telorta coriacea
Telorta coriacea là một loài bướm đêm trong họ Noctuidae.